# Intime Liebschaften
Intime Liebschaften, auch Intimes Liebesgeflüster oder Intimes Lustgeflüster, ist ein deutscher Erotik-/Sexfilm aus dem Jahr 1980 von Regisseur Hans Billian. Hauptdarsteller sind Peter Bond, Petra Dyrthen und Christine Klinger. Produziert wurde er von Aphrodite-Film München im Verleih der Diamant-Film. Der Sexstreifen wurde 2009 von WVG Medien auf DVD herausgebracht.

## Handlung
Ein Schriftsteller engagiert aus einem Sexklub die Striptease-Tänzerin und Show-Onanistin Sybill als „Lustmädchen“ für seine Partys; dort soll sie einflussreiche Geschäftspartner zu seinen Gunsten beeinflussen. Der angesehene Verleger Stefan Lutz macht zwar als einziger Gast keinen Gebrauch von dieser Gelegenheit, verabredet sich jedoch mit Sybill, da er auch er ihren Reizen erlegen ist. Unterdessen hat Bankier Vollmer Ärger mit seiner Ehefrau wegen der Partys. Er will sie eifersüchtig machen, indem er seine Freundin zu sich nach Hause ruft und vor den Augen seiner Frau Daniela mit ihr schläft. Vollmers Tochter beobachtet dies, erlebt dabei einen unerwarteten Orgasmus und entdeckt so ihre masochistische Veranlagung. Verleger Lutz tut sich derweil mit Sybill zusammen. Er erklärt, er wolle den neuen Roman Gellerts verlegen, überlässt die Verhandlung jedoch Sybill. Diese nutzt die Chance, um sich an ihrem Exfreund zu rächen.
Vollmer will nicht akzeptieren, dass seine Frau zu „anständig“ ist, und fädelt eine Intrige ein. Er besticht einen Mann, sie zum Seitensprung zu verführen. Dabei soll dieser kompromittierende Fotos machen. Der Fotograf jedoch verliebt sich in Daniela und lichtet stattdessen den Moment ab, in dem Vollmer den Gigolo bezahlt; der Bankier ist selbst in eine Falle geraten. Daniela erlangt die Scheidung. In einem Privatclub genießt sie mit verschiedenen Männern – darunter auch dem Fotografen – ihre neue Freiheit.

## Kritik
„Intime Liebschaften von Pornoregisseur […] Hans Billian ist ein absonderlich merkwürdiges Stück der Fickkunst. Der auch unter dem Titel Intimes Lustgeflüster bekannte Streifen tut selbst für einen Soft-, beziehungsweise Hardcoreporno zum Teil tiefe moralische Gräben auf. Gleichzeitig ist der Film so ungemein harmlos und irgendwie sogar fast unschuldig dass man ihm nicht böse sein kann. […] Ein Merkwürdiger Film, der doch seine sprichwörtlichen Höhepunkte hat. Besonders erfreuen, kann man sich ohne Frage an den unfreiwillig komischen Momenten.“

## Veröffentlichung
Es existieren Veröffentlichungen des Films auf VHS und DVD in zwei unterschiedliche Versionen. Die Softcore-Ausgabe ist 1:22:16 Stunden lang, die Hardcore-Version läuft über 1:33:40. Intime Leidenschaften lief auch mehrmals im Programm von Kabel eins classics, Beate-Uhse.TV und Lust Pur.